# Colonna corticale
Una colonna corticale, anche chiamata ipercolonna, macrocolonna o a volte modulo corticale, è un gruppo di neuroni nella corteccia cerebrale dell'encefalo che può essere penetrato da una sonda inserita perperdicolarmente alla superficie corticale, e che hanno campi ricettivi quasi identici. Neuroni all'interno di una stessa minicolonna corticale (o microcolonna) codificano per funzioni simili, e un'ipercolonna "denota un'unità contenente un set completo di valori per ogni dato set di parametri del campo ricettivo" ("denotes a unit containing a full set of values for any given set of receptive field parameters"). Un modulo corticale è definito o come sinonimo di ipercolonna (Mountcastle) o come un blocco di tessuto formato da più ipercolonne sovrapposte.
La definizione del termine è ancora non precisamente definita, e non corrisponde univocamente a una singola struttura nella corteccia. Non si è ancora trovato un microcircuito modello che corrisponda alla colonna corticale, e non sono stati decifrati meccanismi genetici che codifichino per la costruzione di dette colonne. Comunque, l'ipotesi di organizzazione colonnare è correntemente la più accettata e adottata per la descrizione del processamento dell'informazione a livello corticale.

## Corteccia cerebrale nei mammiferi
La corteccia cerebrale nei mammiferi, ossia la materia grigia che incapsula la materia bianca, è composta da sei lamine. La corteccia umana è indicativamente spessa 2.4mm. Il numero di lamine è lo stesso in tutti i mammiferi, ma varia in zone diverse della corteccia come nell'archipallio e il paleopallio, che ne hanno di meno.

### Organizzazione funzionale colonnare
L'organizzazione funzionale colonnare, come originariamente descritta da Vernon Mountcastle, suggerisce che i neuroni separati almeno 0.5mm (500 µm) l'uno dall'altro, non formano campi ricettivi sensoriali sovrapposti, e altri esperimenti portano a simili conclusioni: 200–800 µm.  Varie stime suggeriscono la presenza di un numero compreso tra le 50 e le 100 minicolonne corticali in un'ipercolonna, ognuna comprendente circa 80 neuroni.
Una distinzione importante è che l'organizzazione colonnare è funzionale per definizione, e riflette la connettività locale nella corteccia cerebrale: le connessioni "verso l'alto e il basso" nello spessore della corteccia sono molto più dense rispetto alle connessioni che si sviluppano lateralmente.

## Studi di Hubel e Wiesel
David Hubel e Torsten Wiesel hanno seguito le scoperte di Mountcastle nella corteccia somatica sensoriale con i loro personali studi sulla visione. Una parte delle loro scoperte ha valso loro la vittoria del premio Nobel: in particolare sono state premiate le loro ricerche e la scoperta dell'esistenza delle colonne corticali nella corteccia visiva e la loro organizzazione per evocare una scarica massimale in risposta a diversi stimoli. Successivamente hanno continuato i loro studi con lavori che dimostravano l'impatto di cambiamenti ambientali sull'organizzazione corticale, fino a ricevere il Nobel per la Medicina e Fisiologia nel 1981.

## Numero di colonne corticali
Ci sono circa 100 milioni di minicolonne corticali nella neocorteccia, formate da un massimo di circa 110 neuroni ciascuna.  Ve ne potrebbero essere di più se le colonne si sovrapponessero, come suggerito da Tsunoda et al..